# Schuluniform

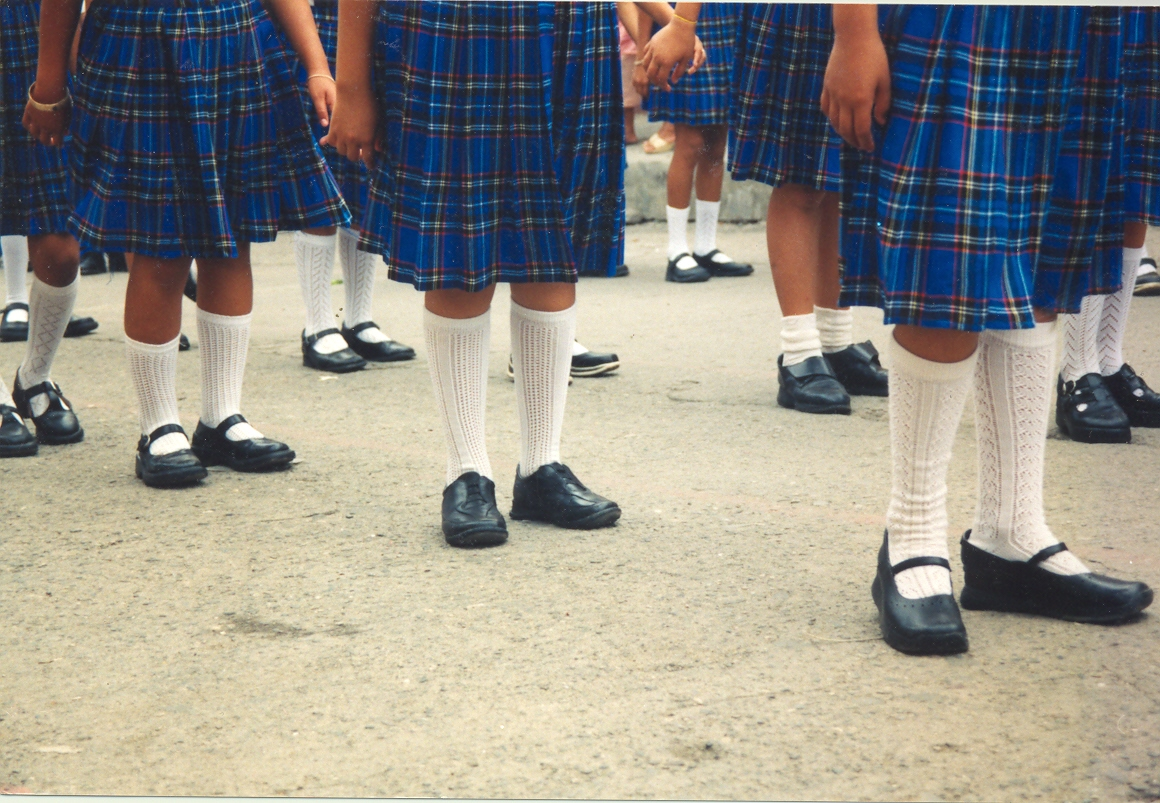
Auch in Mexiko sind Schuluniformen Pflicht. Hier Schülerinnen eines Gymnasiums (Preparatoria) in Caracuaro, Mexiko

Eine Schuluniform (auch Schul(be)kleidung) ist eine vorgeschriebene, einheitliche Kleidung für alle Schüler eines Staates oder einer Schule.

## Verbreitung

Verwendung von Schuluniformen nach Staat
Uniformen sind weit verbreitet
Uniformen sind für gewöhnlich nicht präsent

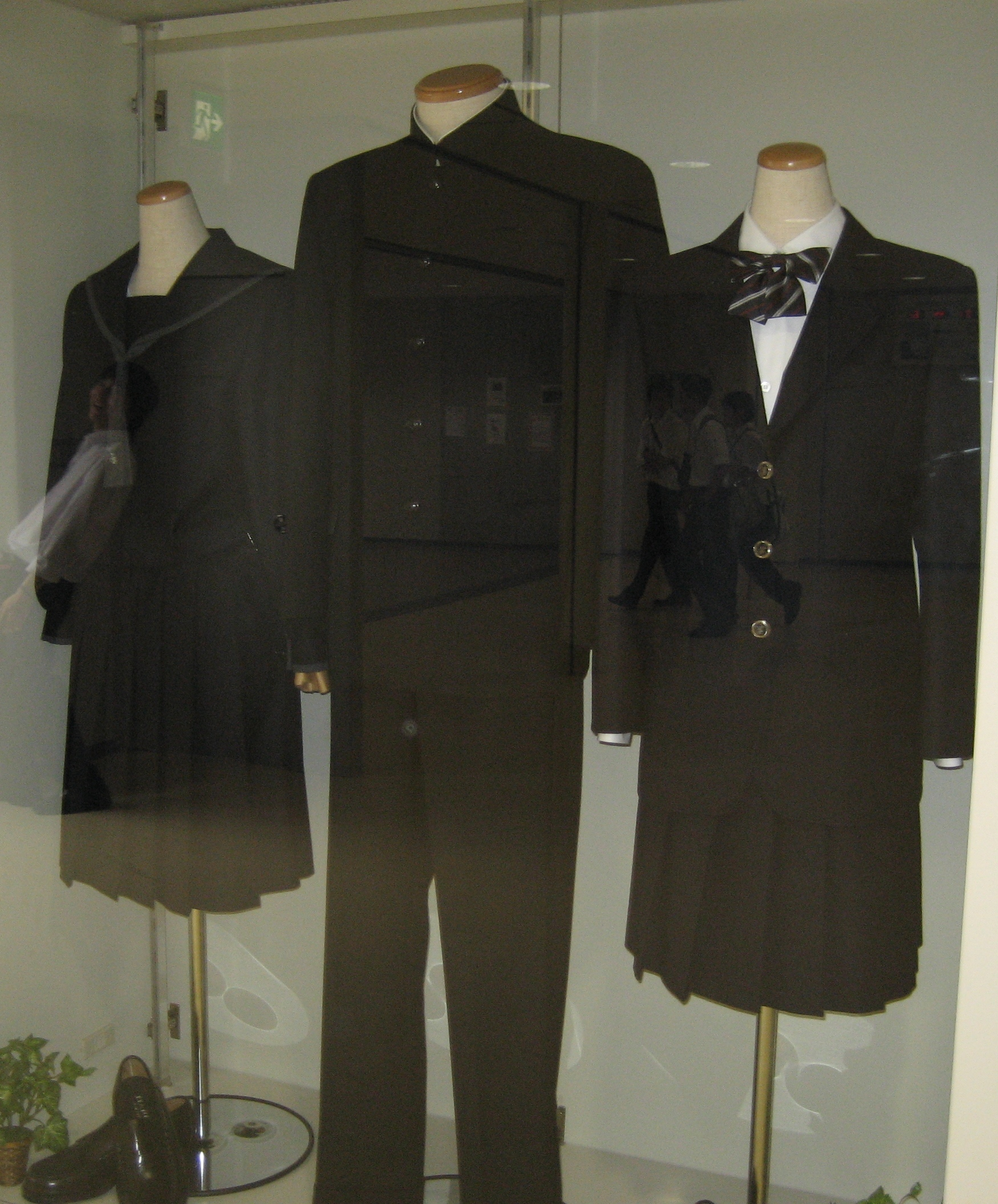
Japanische Schuluniformen (v. l. n. r.: Matrosenanzug für Mädchen, Uniform für Jungen, Blazer für Mädchen)

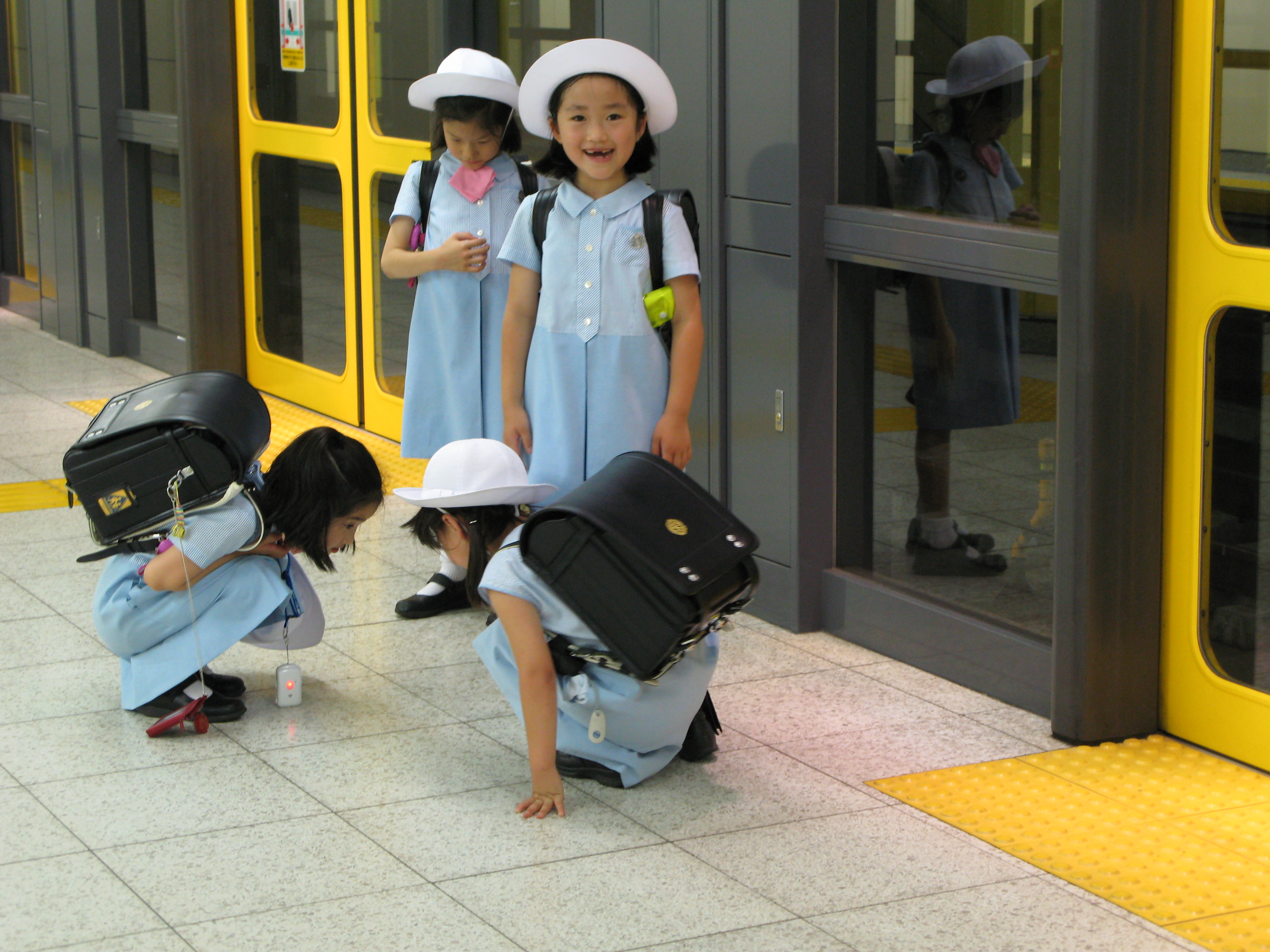
Japanische Mädchen in Schuluniform

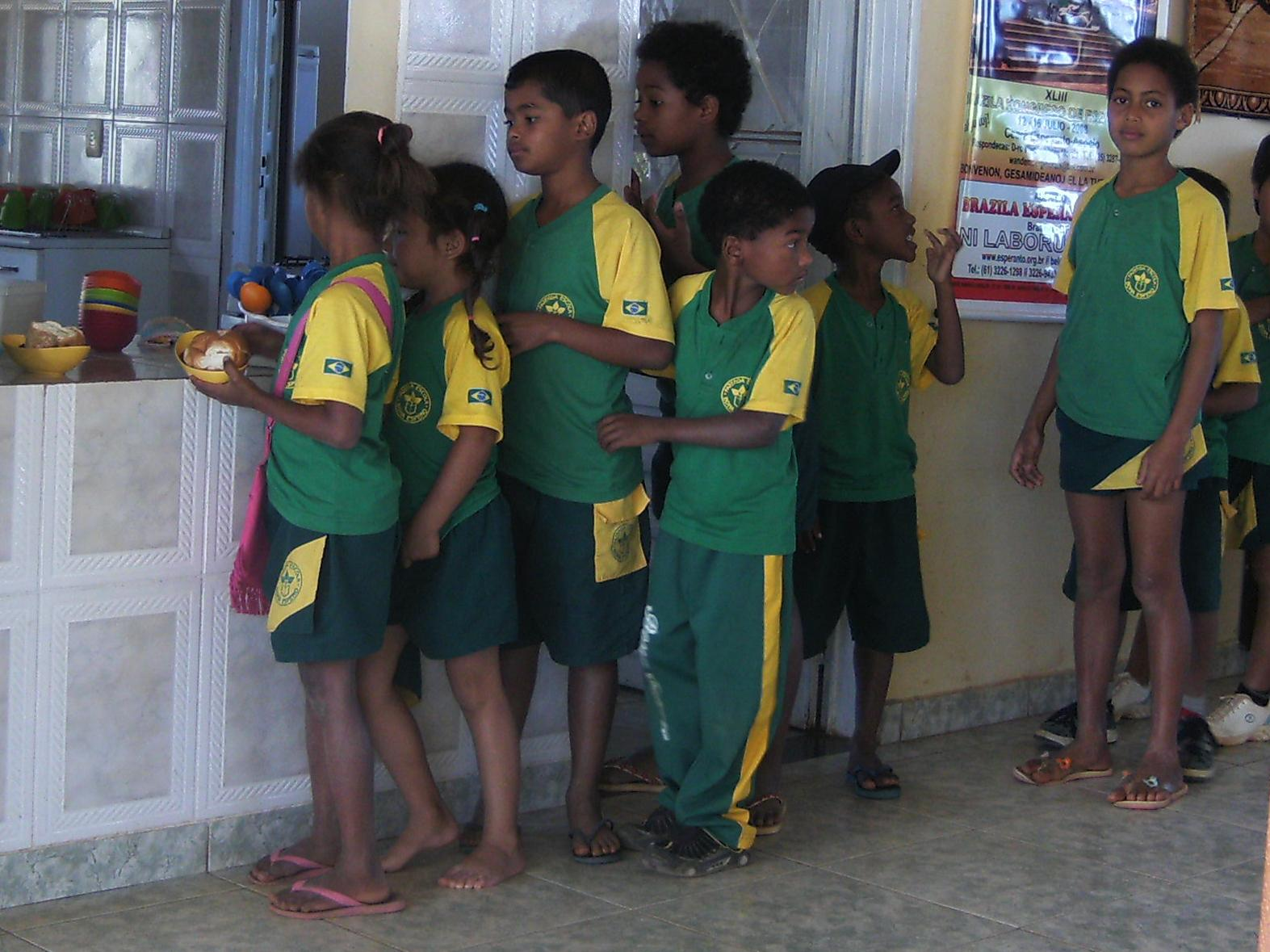
Schuluniform in Alto Paraiso, Brasilien

### Deutschland
In Deutschland gibt es keine Tradition der Schuluniformen, abgesehen von früheren Schülermützen, die den Träger zwar auch als Schüler einer bestimmten Schule und Klassenstufe kennzeichneten, jedoch lediglich zur normalen Alltagskleidung getragen wurden. Letztere konnte von den Schülern frei gewählt werden, auch wenn es in der Vergangenheit darin oft gewisse Rahmenbedingungen gab, wenn etwa Mädchen das Tragen von Hosen oder kurzen Röcken untersagt wurde. Es gibt oder gab auch Schulen, in denen das Tragen traditioneller Dirndl oder Lederhosen als Schulkleidung gefördert wird.
Politische Kleidungsstücke wie das Pionierhalstuch oder das FDJ-Hemd sowie Uniformen oder einheitliche Kleidung politischer Organisationen wie Jungvolk oder Hitlerjugend bzw. BDM können ebenfalls nicht als Schuluniformen angesehen werden, da sie gewissermaßen von außen, über politische Vorgaben, in den Schulalltag gelangten und auch nur von Schülern getragen wurden, die Mitglied der entsprechenden Organisation waren. Allerdings haben sie zu einer gewissen Abneigung gegen Schuluniformen geführt, da damit, ähnlich wie in den genannten politischen Jugendorganisationen, eine Unterdrückung der Individualität und abweichenden Verhaltens der Schüler durch übertriebene Autorität assoziiert wird.
Befürworter der Schuluniformen führen dagegen an, dass durch die einheitliche Kleidung die sozialen Unterschiede zwischen den Schülern weniger auffällig würden, da nicht mehr auf die Qualität der Kleidung (teure Markenkleidung gegen Discounterware) geschaut würde. So könne Mobbing vorgebeugt werden, auch werde übertriebener Konsum der Schüler dadurch zurückgedrängt, die Schule sei kein Laufsteg mehr, sondern gemeinsames Lernen rücke wieder in den Vordergrund. Als Gegenargument wurde allerdings vorgebracht, dass die Anschaffung von mehreren Garnituren der Schuluniform (zusätzlich zu der ohnehin benötigten Freizeitkleidung) für weniger wohlhabende Eltern finanziell schwierig sei und daher gerade das Gegenteil eines Ausgleichs sozialer Unterschiede erreicht werde, indem Schüler aus ärmeren Elternhäusern bevorzugt Schulen ohne Uniform besuchen würden. Auch Konsum werde dadurch nicht verhindert, sondern würde sich auf andere Dinge (z. B. teure Gebrauchsgegenstände, Schmuck) verlagern und in der Freizeit ohnehin stattfinden. Mobbing könne ebenfalls weiterhin stattfinden, zumal bestimmte körperliche Merkmale (etwa Übergewicht) durch die Schuluniform noch sichtbarer würden und es daher sogar zu verstärktem Mobbing aus solchen Gründen kommen könne. Letztlich würden Schuluniformen auch dazu führen, dass auf einen Blick erkennbar sei, welche Schule jemand besuche, so werde eine neue Möglichkeit des Mobbings zwischen den einzelnen Schulformen (etwa Hauptschüler/Gymnasiasten) geschaffen.
Aufgrund dieser immer wieder einmal aufkommenden kontroversen Diskussion kam es in Deutschland bislang nur in Einzelfällen zur verpflichtenden Einführung einer Schuluniform: Im September 2000 führte Karin Brose zusammen mit dem Elternrat der Haupt- und Realschule in Hamburg-Sinstorf erstmals an einer staatlichen Schule in Deutschland einheitliche Kleidung ein. Brose prägte dafür den Namen „Schulkleidung“. Schulkleidung sei nicht Schuluniform, denn die Schüler dürften ihre Kleidung mitbestimmen und aus einer Kollektion aussuchen, was sie tragen wollen. 2017 wurde diese Kleidung an der Hamburger Schule aber nur noch vereinzelt getragen.
Debatten über die Einführung von Schuluniformen werden in Deutschland zwar immer wieder einmal geführt, erlangen jedoch nur selten wirkliche, praktische Relevanz. Einige staatliche Schulen haben zwar inzwischen einheitliche Schulkleidung eingeführt und auch an manchen Privatschulen wird einheitliche Schulkleidung obligatorisch von allen Schülern getragen, insgesamt handelt es sich hierbei jedoch um Ausnahmen, zumal sich die eingeführten Regelungen in manchen Fällen (siehe oben) auch nicht lange halten konnten.

### Schweiz
In Basel gab es 2006 einen 6-monatigen Modellversuch zu Schuluniformen an zwei 9. Klassen an der WBS Leonhard. Die Kreation war von Tanja Klein.

### Frankreich
In Frankreich trugen die Schüler früher Kittel. 2018 sagte der Erziehungsminister Jean-Michel Blanquer, dass es den Schulen erlaubt sei, Uniformen einzuführen.

### Commonwealth
Im Vereinigten Königreich werden Schuluniformen getragen. Der Gedanke einer einheitlichen Kleiderordnung für Schüler verbreitete sich hier seit dem 16. Jahrhundert von Cambridge aus. Die Uniform für Schüler der Eliteschulen sollte unter anderem ihre geistige Überlegenheit ausdrücken. An staatlichen Schulen werden Regeln zur Schuluniform weniger streng gehandhabt als an den Privatschulen; so dürfen muslimische Mädchen an staatlichen Schulen etwa mit Kopftuch zum Unterricht erscheinen. In vielen seiner ehemaligen Kolonien wie etwa Indien, Australien, Singapur, Hongkong, Neuseeland, der Republik Zypern oder Südafrika wurden sie auch nach der Unabhängigkeit nicht abgeschafft.

### Nordamerika
In den Vereinigten Staaten und Kanada gibt es keine Uniformen in staatlichen Schulen, aber in vielen privaten Schulen. An vielen staatlichen Schulen in den Vereinigten Staaten gilt jedoch seit dem Ende der 1990er Jahre eine teilweise stark umstrittene Kleiderordnung. Danach dürfen unter anderem keine Kleidungsstücke mit Aufschriften, oft nur in bestimmten Farben, und keine Turnschuhe getragen werden. Als Ergänzung gibt es strikte Regeln zu Haartracht und Schmuck in der Schule. Dieser Dress Code entspricht dem 1996 herausgegebenen „Manual on School Uniforms“ des US-Justizministeriums. Schuluniformen bzw. ein einheitlicher Dress Code soll demzufolge Gewalt an den Schulen entgegenwirken, die Disziplin fördern und so zu einem angenehmen Lernklima beitragen. 21 Bundesstaaten ermöglichen es ihren öffentlichen Schulen mittlerweile, verbindliche Kleidervorschriften zu erlassen.

### Kuba

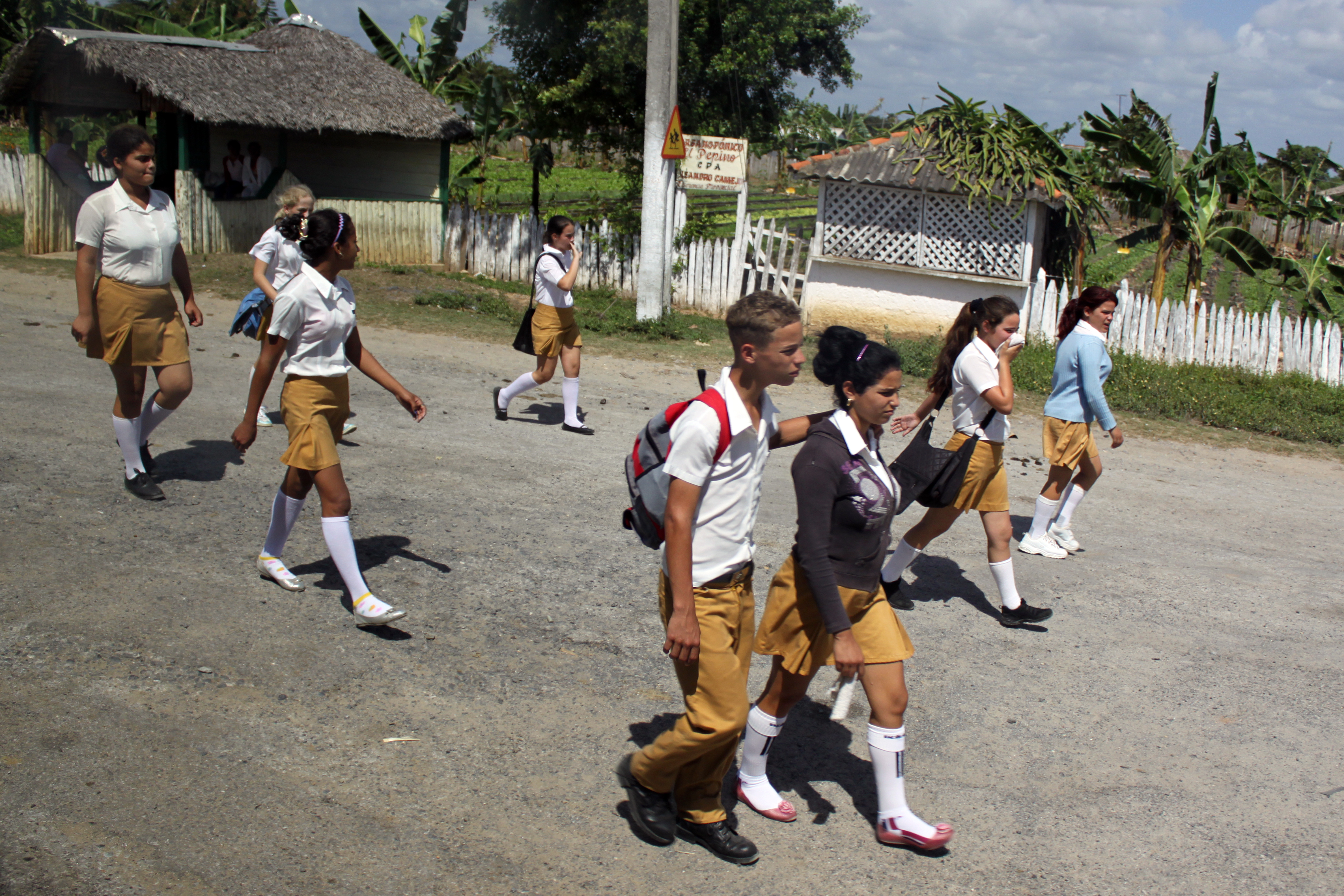
Kubanische Mittelschüler in ockergelber Schuluniform

In Kuba werden die Schuluniformen vom Staat finanziert. Schüler der sechsjährigen Grundschule tragen dunkelrote, Schüler der folgenden dreijährigen High School ockergelbe, höhere Schüler der dreijährigen Oberschule dunkelblaue Schuluniformen und Universitätsstudenten ebenfalls dunkelblau oder auch helles Ocker. Die Schuluniform besteht für männliche Kinder und Jugendliche aus farbigen kurzen oder langen Hosen, Mädchen tragen Röcke, beide Geschlechter auch farbige Pullover. Dazu Hemd, Guayabera, T-Shirt oder Bluse in weiß und weiße Socken oder Stutzen und zu besonderen Anlässen farbige Halstücher. Jedes Kind erhält vom Staat 2 weiße Hemden und 2 Hosen oder Röcke gratis. Um eine Woche auszukommen, ergänzen viele Familien diesen Vorrat. Dazu wird diese ergänzende Kleidung entweder selbst genäht oder um 3 Pesos je Hemd (entspricht ca. 0,1 €; Stand 2009) oder 2 Pesos für eine Hose zugekauft.

### Andere Staaten
Schuluniformen gibt es ebenfalls in China, Korea, Südafrika, Thailand und in Vietnam. Auch in Südamerika und Barbados werden Schuluniformen von den meisten Schülern getragen.
Anders als in der Sowjetunion gab es in Russland von 1994 bis 2013 keine Schuluniformpflicht. Diese wurde zum 1. September 2013 allerdings wiedereingeführt.
In der Türkei wurden die Schuluniformen 2013 abgeschafft.
Im brasilianischen Bundesstaat Bahia wurden im Jahr 2012 Schuluniformen mit eingenähtem RFID-Chip eingeführt, mit denen die An- oder Abwesenheit der Schüler in der Schule automatisch erfasst werden kann.

## Argumente

### Pro Schuluniform
Als Grund für eine einheitliche Schulkleidung/Schuluniform werden die Stärkung des Zusammenhalts, des Teamgeistes sowie die Erzeugung eines Korpsgeistes der Schüler untereinander genannt. Weiterhin wird erwähnt, dass das Bestreben, die Mitschüler durch teure Markenkleidung zu übertrumpfen, unterbunden werden könne. Einheitliche Kleidung fördere den Ausdruck charakterlicher Individualität, die eben nicht vordergründig auf teurer Markenkleidung fußt. Zudem wirke das Tragen einheitlicher Kleidung auch der Schulschwänzerei entgegen, da Schüler und ihre jeweilige Schulzugehörigkeit in der Öffentlichkeit leichter erkennbar wären.
Auch die finanzielle Situation der einzelnen Schüler sei nicht gleich ablesbar. Besonders in Ländern mit starkem sozialem Gefälle schätzten Eltern, dass ihre Kinder für den Schulbesuch Schulkleidung tragen. Diese sei relativ preiswert zu erwerben. Hochwertige Kleidung können sich viele für ihre zum Teil zahlreichen Kinder nicht in ausreichendem Umfang leisten. Eltern sparen deutlich Kleiderkosten, wenn ihre Kinder Schulkleidung tragen. Morgendliche Diskussionen Halbwüchsiger mit ihren Eltern entfallen, wenn die Schulkleidung die Arbeitskleidung der Schüler ist.

„Egal, ob man arm oder reich ist, alle tragen dasselbe. Und keiner wird ausgeschlossen, nur weil er nicht so tolle Anziehsachen hat. Außerdem ist eine Uniform praktisch. Dadurch muss man sich morgens nicht lange entscheiden, ob man Jeans und T-Shirt oder lieber das neue Kleid trägt. Das spart auch Zeit. Da kann ich ein bisschen länger schlafen.“

### Kontra Schuluniform
Das verpflichtende Tragen einer einheitlichen Kleidung oder Uniform würde einen Eingriff in das Selbstbestimmungsrecht der Kinder und ihrer Eltern darstellen. Staatliche Schulen  können deshalb nur dann einheitliche Schulkleidung einführen, wenn ihre Elternschaft das entscheidet, denn Eltern bestimmen, was ihre unmündigen Kinder anziehen. Grundsätzlich garantiert das Grundgesetz freie Kleiderwahl. Da Erwachsene häufig einen anderen stilistischen Geschmack als Kinder oder Jugendliche haben, müssen Schülern bei der Gestaltung und dem Konzept einheitlicher Kleidung eingebunden werden, wenn sie sich nicht verkleidet fühlen sollen.
Auch werde der Konkurrenzkampf durch einheitliche Kleidung nur oberflächlich gelindert, nicht aber beendet, denn Schüler würden versuchen sich von anderen zum Beispiel durch auffälligen Haarschnitt, teure Schuhe oder Schmuck abzugrenzen. Dies werde verhindert, wenn man täglich am „WIR-Gefühl“ arbeite. Eine einheitliche Kleidung könne Konkurrenz und Konflikte zwischen verschiedenen Schulen oder Schultypen hervorrufen. Zudem könne ein stärkerer Korpsgeist auch zur verstärkten Ausgrenzung von Schülern aufgrund ihrer Eigenschaften oder ihres Verhaltens beitragen. Beides finde nicht statt, wenn Jugendliche tolerant und frei von Vorurteilen erzogen würden, was Grundlage der WIR-Erziehung sei.
Hinzu kommt, dass die Anschaffung einer Schuluniform (bzw. mehrerer Garnituren, da Wechselkleidung vorhanden sein muss) finanziell weniger gut gestellte Eltern erheblich belasten dürfte. Dass die Schuluniformen bei einer eventuellen Einführung kostenlos von der Schule zur Verfügung gestellt würden, ist dagegen bei den bereits derzeit feststellbaren finanziellen Engpässen im Bildungswesen sehr unwahrscheinlich.
Außerdem kann eine Uniform, die auf Geschlechter zugeschnitten ist, als diskriminierend und sexistisch gewertet werden, da bei der Auswahl dieser Uniform unvermeidlich auch Klischees und Vorurteile über den Kleidungsstil von bestimmten Geschlechtern eine Rolle spielten. Bei transsexuellen Menschen kann es bei geschlechtsspezifischen Uniformen auch dazu kommen, dass sie „eine falsche Uniform“ zugewiesen bekommen.
Bei der Einführung von schulspezifischen Uniformen kann es sein, dass Schulen mit Bekleidungsgeschäften oder -herstellern wirtschaftliche Kooperationen eingehen und Eltern somit die Schuluniformen ihrer Kinder nur in bestimmten Läden oder von bestimmten Firmen kaufen können.

## Verschiedenes
- Der australische AC/DC-Musiker Angus Young trug auf der Bühne eine Schuluniform.
- In Chile wurden die Schülerproteste 2006 auch „Pinguin-Revolution“ genannt, da die chilenischen Schuluniformen dunkelblau-weiß sind.
- Aus dem Hochschulsport entwickelte und verbreitete sich die Collegejacke.